# 突襲馬翁
突襲馬翁，是發生於1535年由奧斯曼帝國海軍上將海雷丁帕夏率領，突襲巴利阿里群島馬翁港的戰役。
這次戰役是回應神聖羅馬帝國查理五世遠征突尼斯的舉動，海霤丁帕夏成功攻下突尼斯，查理五世在安納巴乘船逃回西班牙。
在馬翁，海雷丁帕夏帶回相當多的戰利品和6000個俘虜，他們也被帶到阿爾及爾賣為奴隸。